# Peter Møller
Peter Møller Nielsen (Abildgård, 1972. március 23. –), dán válogatott labdarúgó.
A dán válogatott tagjaként részt vett az 1992. évi nyári olimpiai játékokon és az 1998-as világbajnokságon.

## Sikerei, díjai
Brøndby
- Dán bajnok (2): 1996, 1997

FC København
- Dán bajnok (2): 2003, 2004
- Dán kupa (1): 2004